# 小行星2667
小行星2667（2667 Oikawa）是一颗围绕太阳公转的小行星。1967年10月30日，盧波什·科胡特克在汉堡发现了此天体。
該小行星以日本天文學家及川奧郎命名。
这颗小行星的绝对星等为11.9等。